# Marrakech
Marrakech este un oraș în sud-vestul Marocului, centru administrativ al regiunii omonime. Este așezat la circa 150 km de coasta Oceanului Atlantic. Are circa 1 milion de locuitori. Este unul din cele mai importante centre turistice din nordul Africii, fiind renumit pentru grădinile și monumentele sale de arhitectură din partea veche a orașului, numită Medina.

## Istorie
Orașul Marrakech a fost întemeiat la 7 mai 1070 de către Abu Bakr ibn Umar (întemeierea în 1062 de către emirul Almoravid Insuf ibn Tastin (1009–1106) este atribuită între timp unei legende). Insuf ibn Tastin cucerește nordul Marocului de astăzi și Andaluzia și lasă Marrakechul să se extindă. Sub fiul său, Ali ibn Yusuf, orașul a fost considerabil extins, menținându-se și până astăzi zidul orașului. Așezarea a fost cucerită de almohazi, o mișcare religioasă, care sub conducerea lui Ibn Tumart au dus o campanie împotriva almoravizilor, cucerind în secolul al XII-lea nordul Marocului, și în cele din urmă în 1147 Marrakech. Ei și-au plasat aici capitala între anii 1147 si 1269.
În 1269, a intrat în stapânirea merinzilor, care cuceriseră și Fezul cu 20 de ani în urmă. După o perioadă de suișuri și, mai ales, de coborâșuri, orașul cunoaște o nouă perioadă de înflorire sub saadizi, începând din secolul al XVI-lea.
Dinastia almoravizilor a construit un ingenios sistem de irigații, care udă și astăzi gradinile locului, cele mai cunoscute dintre acestea fiind livada de măslini de la Menara și Grădinile Agdal, fiecare cu o suprafață de peste 500 ha. Almohazii și-au adus și ei contribuția la frumusețea orașului. În secolul al XII-lea, au ridicat Moscheea al-Kutubyya, al cărei minaret înalt de 77 metri este emblema orașului.
În 1912, când țara intră sub protectorat francez, Marrakech-ul atrage prin mulțimea de palmieri și plante subtropicale iar, din 1916, începe construcția orașului modern.
În cea mai veche parte a sa – Medina – labirintul de străduțe ascunde vile bogate, palatele sultanilor și câteva dintre cele mai cunoscute bazaruri orientale. Sunt aici, de asemenea, vechi fortificații din secolul al XII-lea, întinse pe o lungime de circa 12 kilometri.
În timpul merinzilor a fost construită moscheea Ben Youssef alături de care se află medresa (școala coranică), având același nume. Medresa a fost construită de Abun-Hassan în secolul al XIV-lea și extinsă apoi, în 1570, de sultanul Abdallah el Chalib din dinastia Saidiților. Este cunoscută drept cea mai mare școala islamică din nordul Africii, având 150 de camere care dau toate într-o curte interioară.
Djemaa el Fna (Jamâa El Fna) este piața în jurul căreia se dezvoltă orașul vechi și ar putea fi considerat centrul vital al Marrakech-ului. Nu este cunoscută originea acestei piețe și nici, cu siguranță, originea numelui. Aspectul pieței se schimbă de-a lungul zilei: dimineața și la amiază este locul unui vast târg în aer liber, cu tarabe care vând diferite obiecte (de la stofe, la sucuri de portocale, ouă de struț etc). Spre seară, tarabele se retrag, locul lor este luat de mese cu mâncăruri făcute pe moment, iar mai târziu apar și cântăreți.

## Clima
| Date climatice pentru Marrakesh, Morocco (1961–1990) | Date climatice pentru Marrakesh, Morocco (1961–1990) | Date climatice pentru Marrakesh, Morocco (1961–1990) | Date climatice pentru Marrakesh, Morocco (1961–1990) | Date climatice pentru Marrakesh, Morocco (1961–1990) | Date climatice pentru Marrakesh, Morocco (1961–1990) | Date climatice pentru Marrakesh, Morocco (1961–1990) | Date climatice pentru Marrakesh, Morocco (1961–1990) | Date climatice pentru Marrakesh, Morocco (1961–1990) | Date climatice pentru Marrakesh, Morocco (1961–1990) | Date climatice pentru Marrakesh, Morocco (1961–1990) | Date climatice pentru Marrakesh, Morocco (1961–1990) | Date climatice pentru Marrakesh, Morocco (1961–1990) | Date climatice pentru Marrakesh, Morocco (1961–1990) |
| Luna                                                 | Ian                                                  | Feb                                                  | Mar                                                  | Apr                                                  | Mai                                                  | Iun                                                  | Iul                                                  | Aug                                                  | Sep                                                  | Oct                                                  | Nov                                                  | Dec                                                  | Anual                                                |
| ---------------------------------------------------- | ---------------------------------------------------- | ---------------------------------------------------- | ---------------------------------------------------- | ---------------------------------------------------- | ---------------------------------------------------- | ---------------------------------------------------- | ---------------------------------------------------- | ---------------------------------------------------- | ---------------------------------------------------- | ---------------------------------------------------- | ---------------------------------------------------- | ---------------------------------------------------- | ---------------------------------------------------- |
| Maxima medie °C (°F)                                 | 18.4 (65,1)                                          | 19.9 (67,8)                                          | 22.3 (72,1)                                          | 24.0 (75,2)                                          | 27.8 (82)                                            | 32.7 (90,9)                                          | 37.2 (99)                                            | 37.0 (98,6)                                          | 32.5 (90,5)                                          | 27.5 (81,5)                                          | 22.2 (72)                                            | 18.7 (65,7)                                          | 26,68 (80,03)                                        |
| Media zilnică °C (°F)                                | 12.2 (54)                                            | 13.8 (56,8)                                          | 15.9 (60,6)                                          | 17.5 (63,5)                                          | 20.8 (69,4)                                          | 24.5 (76,1)                                          | 28.6 (83,5)                                          | 28.6 (83,5)                                          | 25.4 (77,7)                                          | 21.1 (70)                                            | 16.3 (61,3)                                          | 12.6 (54,7)                                          | 19,78 (67,6)                                         |
| Minima medie °C (°F)                                 | 5.9 (42,6)                                           | 7.6 (45,7)                                           | 9.4 (48,9)                                           | 11 (52)                                              | 13.8 (56,8)                                          | 16.3 (61,3)                                          | 19.9 (67,8)                                          | 20.1 (68,2)                                          | 18.2 (64,8)                                          | 14.7 (58,5)                                          | 10.4 (50,7)                                          | 6.5 (43,7)                                           | 12,82 (55,07)                                        |
| Ploaie mm (inches)                                   | 32.2 (1.268)                                         | 37.9 (1.492)                                         | 37.8 (1.488)                                         | 38.8 (1.528)                                         | 23.7 (0.933)                                         | 4.5 (0.177)                                          | 1.2 (0.047)                                          | 3.4 (0.134)                                          | 5.9 (0.232)                                          | 23.9 (0.941)                                         | 40.6 (1.598)                                         | 31.4 (1.236)                                         | 281,3 (11,075)                                       |
| Nr. mediu de zile ploioase                           | 7.6                                                  | 6.8                                                  | 7.5                                                  | 7.7                                                  | 4.8                                                  | 1.2                                                  | 0.6                                                  | 1.2                                                  | 2.8                                                  | 5.5                                                  | 6.6                                                  | 6.5                                                  | 58,8                                                 |
| Ore însorite                                         | 220.1                                                | 211.8                                                | 248.0                                                | 255.0                                                | 288.3                                                | 315.0                                                | 334.8                                                | 316.2                                                | 264.0                                                | 244.9                                                | 213.0                                                | 220.1                                                | 3.131,2                                              |
| Sursă: Hong Kong Observatory                         |                                                      |                                                      |                                                      |                                                      |                                                      |                                                      |                                                      |                                                      |                                                      |                                                      |                                                      |                                                      |                                                      |

## Patrimoniu mondial UNESCO
Cartierul istoric al orașului (Medina) face parte din patrimoniul mondial UNESCO.

## Orașe înfrățite
- Granada, Spania
- Marsilia, Franța
- Clermont-Ferrand, Franța[5]
- Timbuktu, Mali
- Ajaccio, Franța